# Monte Coscerno
Il monte Coscerno (quota 1.684 m) è ubicato nella parte sud-est dell'Umbria, nei pressi di Spoleto in piena Valnerina; insieme al Monte Bacugno (q. 1419) si trova circa al centro di un'area montuosa disabitata di 14 Km quadrati, delimitata da carrozzabili e dagli abitati di: Vallo di Nera, Roccatamburo, Poggiodomo, Usigni, Monteleone di Spoleto, Gavelli, Caso e Sant'Anatolia di Narco. Sopra l'abitato di Gavelli, a nord, si eleva il monte. Per raggiungerlo si percorre la carrozzabile che da S. Anatolia porta a Monteleone di Spoleto oppure la strada provinciale sterrata che da Vallo di Nera conduce a Mucciafora.

## Descrizione

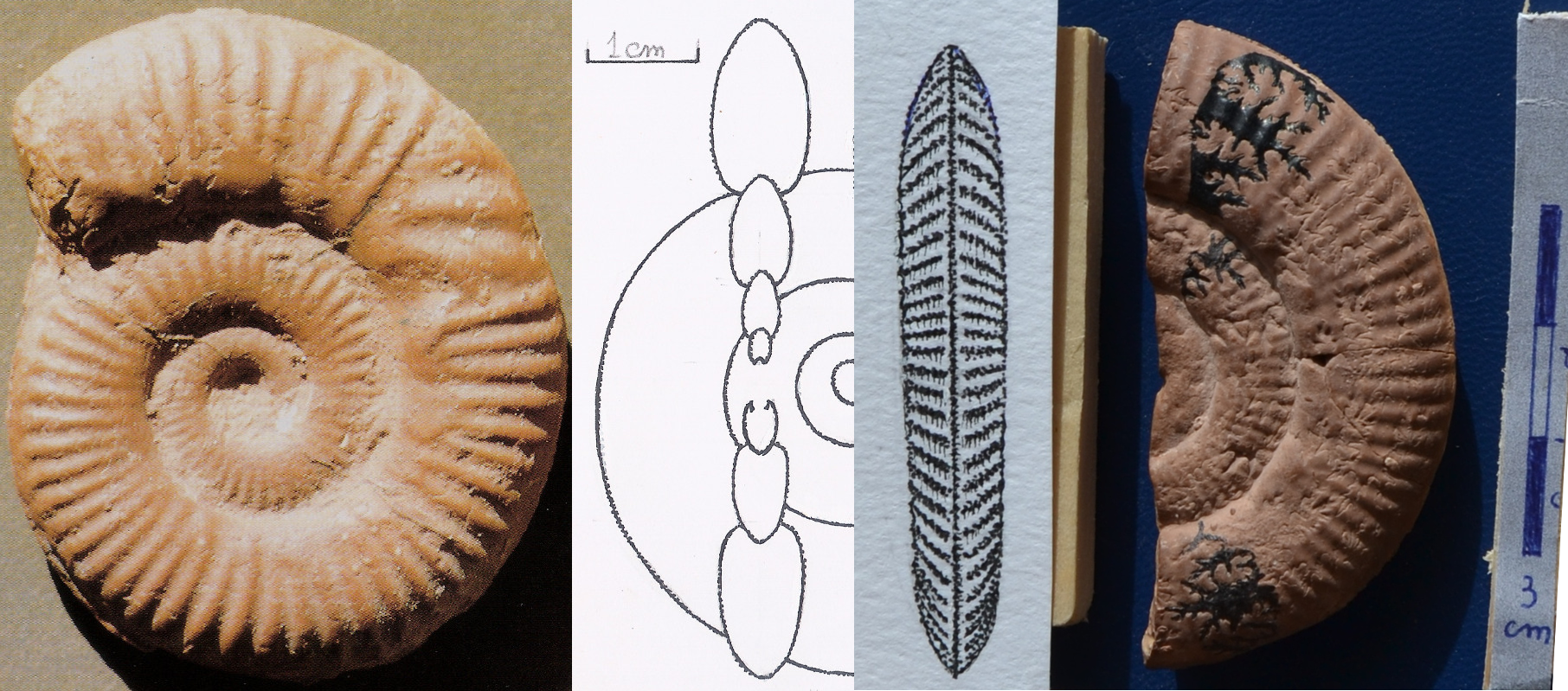
Rarenodia planulata 2

È un monte bordato da una scogliera calcarea verso sud-ovest e con la cima erbosa costituita da vari colli allineati. Sul versante sud e sud-ovest è coperto da belle foreste di faggi e roverelle.
Dal punto di vista strutturale il monte è costituito da una ruga anticlinale visibile in una sezione geologica da SO verso NE. La piega, costituita da rocce antiche risalenti al Giurassico, è stata spinta verso Nord - Est durante il Terziario superiore e conseguentemente si è fratturata e sovrascorsa su terreni più recenti del Cretacico. Il versante del monte che guarda la Valcasana fa vedere le unità stratigrafiche in successione, dal Calcare Massiccio alla Maiolica (Barchi e Pazzaglia, 2015).
Verso Sud a 2–3 km in linea d'aria, al di là del vallone che da Gavelli scende fino a Caso e a S. Anatolia, è ubicato il massiccio dei monti di Civitella e dell'Eremita, non citati tra i monti dell'Appennino umbro-marchigiano; questi sono costituiti geologicamente (come il Coscerno) da calcari sedimentari di origine marina, risalenti al Giurassico e al Cretaceo (200-70 milioni di anni fa), caratteristici della successione umbro-marchigiana.
Sul versante sud del M. dell'Eremita, da Fonte di Campofoglio alla Costa della Cornacchia, affiora una estesa fascia di Rosso Ammonitico, su cui è stato trovato, in zona per la prima volta, il primo esemplare del genere Rarenodia, nell'estate del 1970 (vedi foto acclusa, Rarenodia planulata, olo e generotipo in deposito nella palazzina di Geologia del Dipartimento attuale di Fisica e Geologia, Univ. di Perugia). 
L'esemplare è anche figurato nella voce: Monteleone di Spoleto, dove si può vedere anche la bibliografia. È da considerare un elemento geologico caratteristrico del luogo, anche se presente in gran parte dell'area dell'Europa mediterranea ed ha una importanza scientifica considerevole.
La foto panoramica a destra rappresenta una veduta del versante Ovest del M. Coscerno e dell'abitato di Gavelli (dal M. di Civitella).
Si distingue la bastionata calcarea riferita al “Calcare Massiccio” di età Giurassico inferiore. La zona cimale è invece costituita dai calcari cretacei della “Maiolica” La successione giurassica interposta: “Corniola”, "Marne di M. Serrone" "Rosso Ammonitico”, “Calcari e marne a Posidonia”e “Calcari Diasprigni” è coperta da vegetazione arborea.